# گوادامور
گوادامور (به اسپانیایی: Guadamur) یک شهرستان در اسپانیا است که در استان تولدو واقع شده‌است.

## خصوصیات
گوادامور ۳۷ کیلومترمربع مساحت و ۱٬۸۱۹ نفر جمعیت دارد و ۶۴۰ متر بالاتر از سطح دریا واقع شده‌است.